# Zrzeszenie Wolność i Niezawisłość

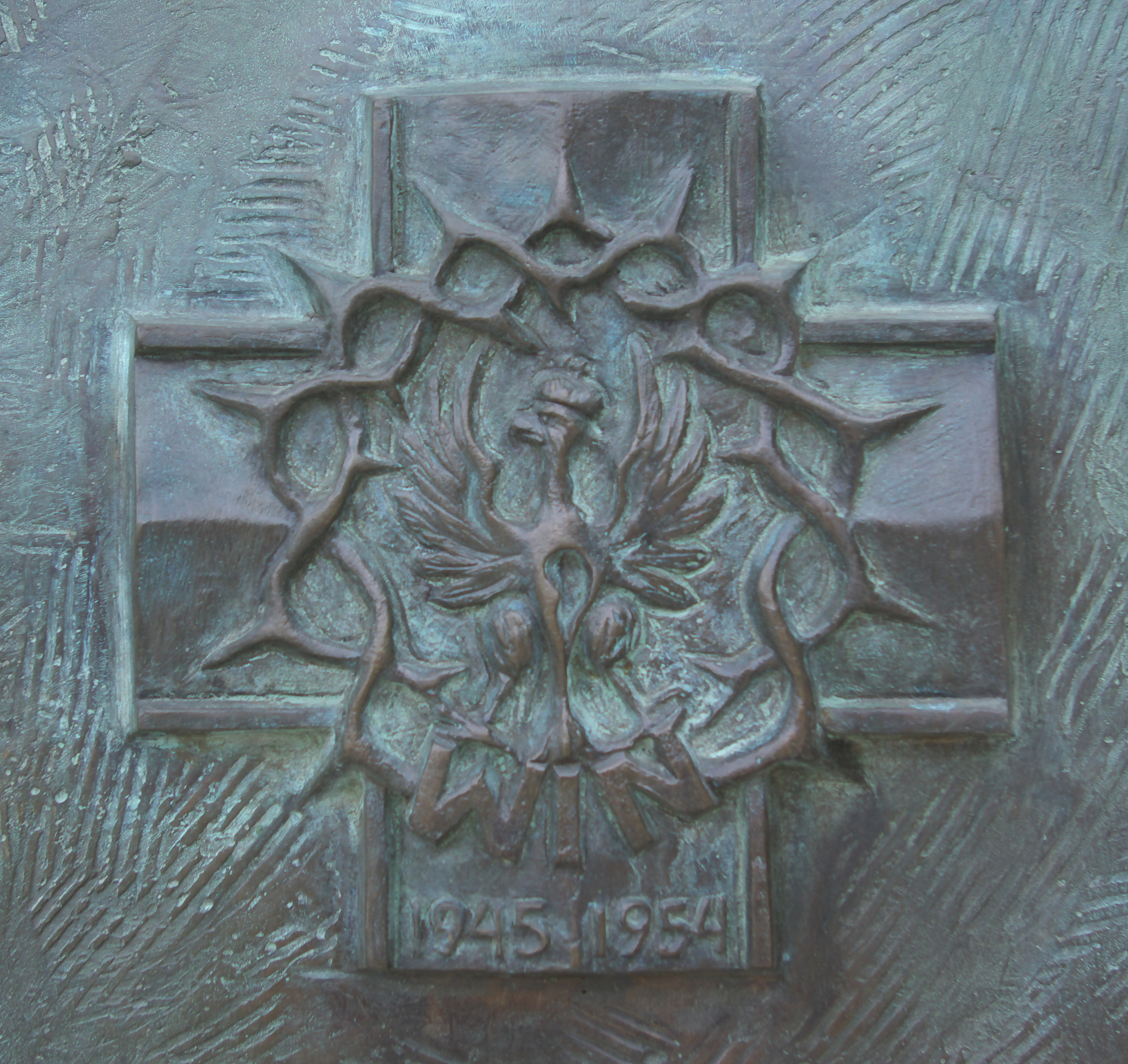
Krzyż Zrzeszenia „Wolność i Niezawisłość” 1945–1954

Zrzeszenie Wolność i Niezawisłość (używana była również forma „Wolność i Niepodległość” (WiN), właśc. Ruch Oporu bez Wojny i Dywersji „Wolność i Niezawisłość”) – polska cywilno-wojskowa organizacja konspiracyjna założona 2 września 1945 w Warszawie. Jej trzon stanowiły pozostałości rozwiązanej Delegatury Sił Zbrojnych na Kraj. WiN przejęła jej strukturę organizacyjną, kadry, majątek, a także częściowo oddziały leśne. Dowódcy obszarów DSZ zostali prezesami obszarów WiN.

## Prezesi WiN
- od 2 września 1945 do 5 listopada 1945 płk Jan Rzepecki
- od 5 listopada 1945 do 5 listopada 1945 ppłk Jan Szczurek-Cergowski
- od listopada 1945 do 18 października 1946 płk Franciszek Niepokólczycki
- od października 1946 do 5 stycznia 1947 ppłk Wincenty Kwieciński
- od stycznia 1947 do 27 listopada 1947 ppłk Łukasz Ciepliński
- do 28 grudnia 1952 Józef Kowalski „Kos” (pod tym nazwiskiem ukryli się trzej funkcjonariusze aparatu bezpieczeństwa: Henryk Wendrowski, Franciszek Abraszewski i Leon Łapiński)[4][5][6][7].

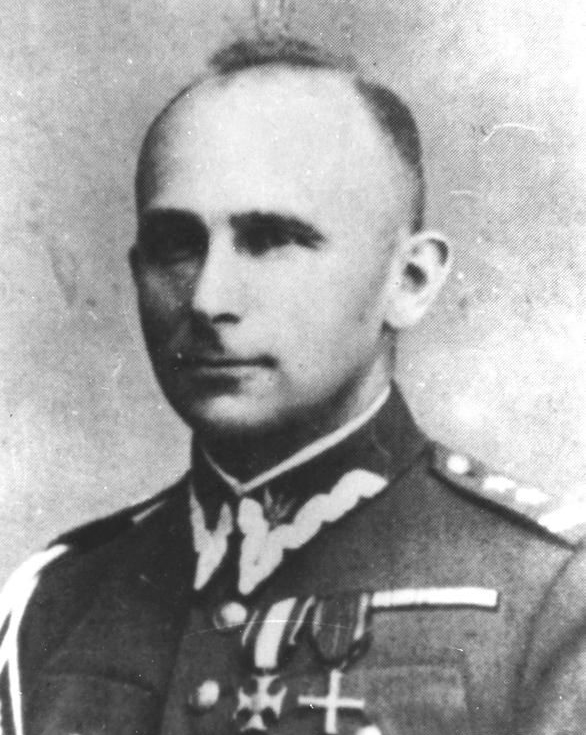
Jan Rzepecki
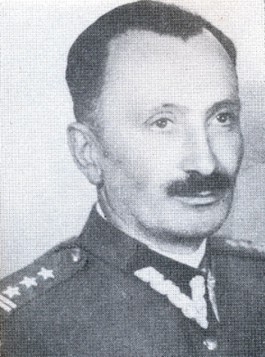
Jan Szczurek-Cergowski
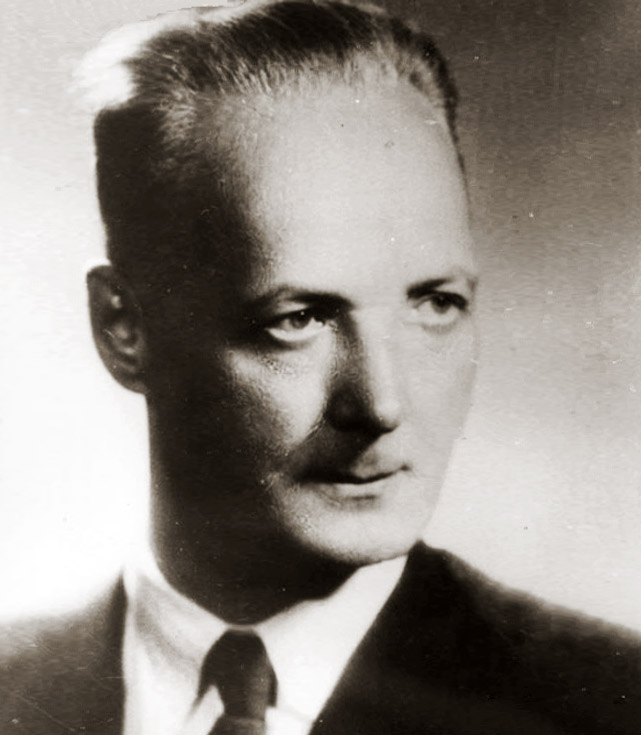
Franciszek Niepokólczycki
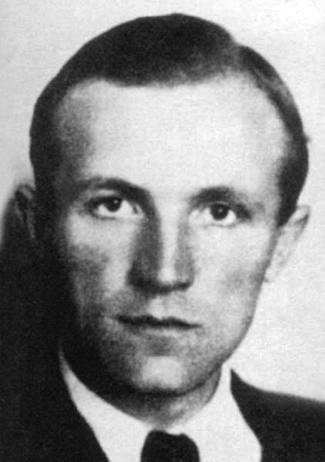
Wincenty Kwieciński
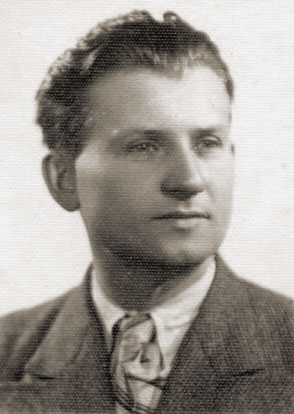
Łukasz Ciepliński

## Geneza

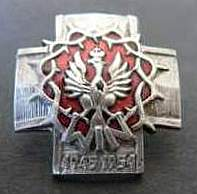
Krzyż Zrzeszenia „Wolność i Niezawisłość” 1945–1954

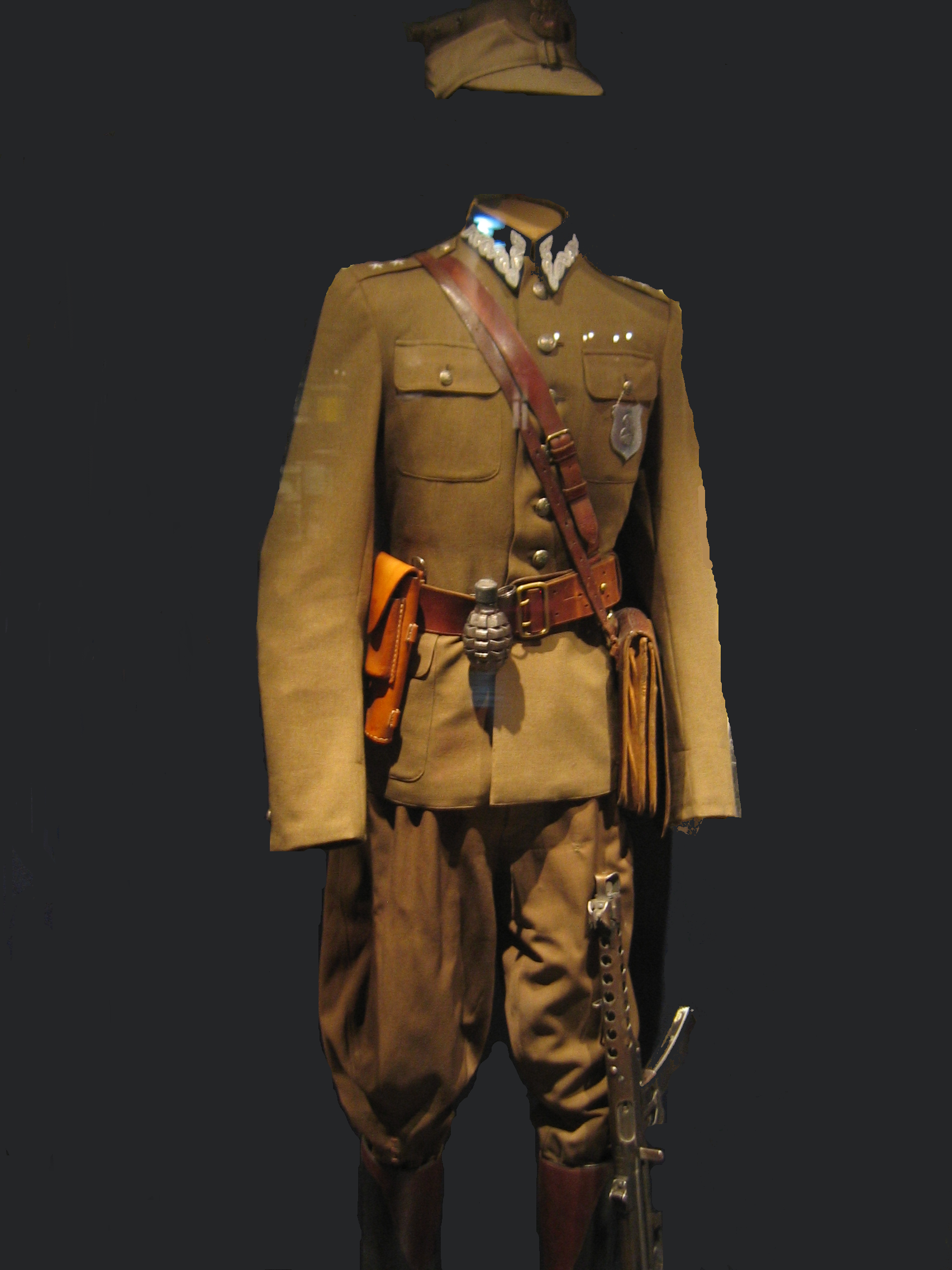
Mundur Edwarda Taraszkiewicza, oficera zrzeszenia Wolność i Niezawisłość, uwagę zwraca ryngraf z wizerunkiem cudownego obrazu Matki Boskiej Częstochowskiej na lewej piersi

Organizacja początkowo zamierzała środkami politycznymi nie dopuścić do zwycięstwa wyborczego komunistów w Polsce po II wojnie światowej. Członkowie WiN-u dopuszczali także możliwość zbrojnej samoobrony. Z czasem cywilny charakter organizacji uległ zmianie: powstały silne oddziały zbrojne zwłaszcza w obszarze centralnym, w okręgach białostockim, lubelskim i warszawskim. Dowódca obszaru centralnego nie wykonał rozkazu o rozwiązaniu oddziałów leśnych, uważając WiN za organizację wojskowo-polityczną. Jesienią 1945 część członków WiN posłuchała apelu pułkownika Jana Mazurkiewicza (ps. „Radosław”) i ujawniła się.
W 1946 nowe kierownictwo WiN podporządkowało organizację rządowi emigracyjnemu i Naczelnemu Wodzowi PSZ na Zachodzie oraz ograniczyło wsparcie dla PSL. Od początku do końca rzeczywistego istnienia WiN organizacją kierowali byli oficerowie ZWZ-AK, zaś struktura organizacyjna w latach 1945–1947 (podział na obszary, okręgi, inspektoraty, obwody, rejony) została przejęta po AK i DSZ. WiN dzieliła się początkowo na 3 obszary: Zachodni z siedzibą w Poznaniu, Centralny z siedzibą w Warszawie i Południowy z siedzibą w Krakowie. Obszary były podzielone na kilkanaście okręgów. W 1946 istniały tylko 2 obszary – Centralny i Południowy. 
W styczniu 1947 WiN wezwała PSL do bojkotu wyborów do Sejmu Ustawodawczego i oczekiwania na interwencję państw zachodnich. Pomimo zakazu Delegatury Sił Zbrojnych oraz Komendanta Obszaru Centralnego DSZ, Jana Mazurkiewicza (ps. „Radosław”), WiN prowadziła także rozmowy z UPA. Do wiosny 1947 na terenie Lubelszczyzny i Podlasia WiN uzgodniono zawieszenie broni, dochodziło nawet do współdziałania (atak UPA i WiN na Hrubieszów 28 maja 1946). Doraźne porozumienia zawarto także 21 maja 1945 w Rudzie Różanieckiej oraz 29 kwietnia 1945 w Siedliskach na Pogórzu Przemyskim.

## Idea
WiN domagała się, by Armia Czerwona i NKWD opuściły obszar Polski. Organizacja odrzucała kształt granicy wschodniej ustalony w Jałcie. Sprzeciwiała się prześladowaniom politycznym i czynionej przez wojska radzieckie dewastacji kraju. Członkowie WiN chcieli stworzyć wspólną armię, uniezależnić się politycznie od Związku Radzieckiego, uspołecznić duże przedsiębiorstwa i zakłady pracy. W hasłach organizacji pojawiały się też postulaty powszechnej edukacji i reformy rolnej, Jednak podczas referendum w 1946 wezwała do odrzucenia reformy rolnej i nacjonalizacji przemysłu. Jesienią 1946 w kierownictwie organizacji ostatecznie zwyciężyła teza o zbliżaniu się III wojny światowej i konieczności przygotowania się do niej. W związku z tym w styczniu 1947 kierownictwo WiN wezwało PSL do bojkotu wyborów do Sejmu Ustawodawczego.

## Działalność organizacji

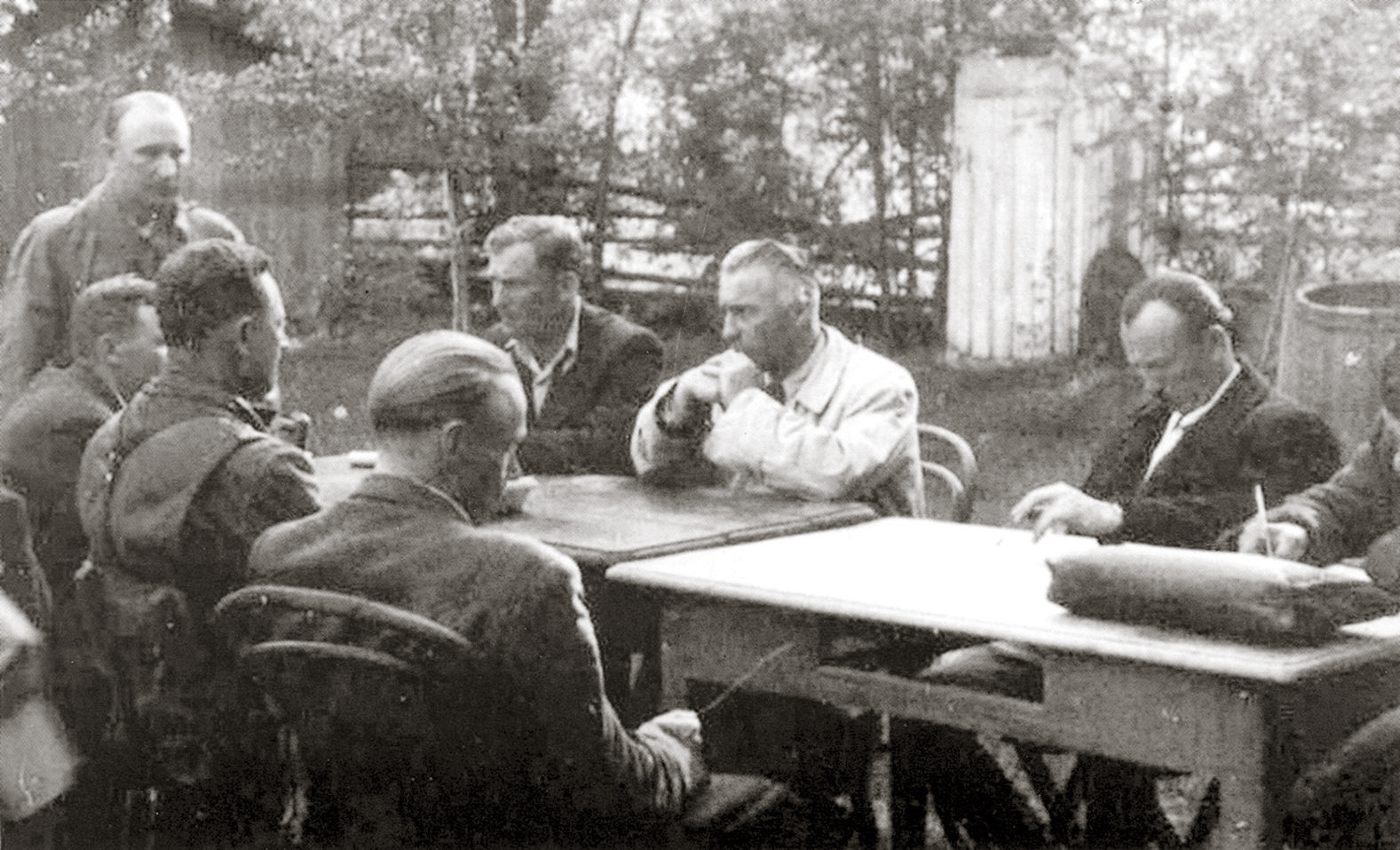
Spotkanie WiN i UHWR, OUN-B i UPA koło Rudy Różanieckiej 21 maja 1945. Od lewej stoi: kpr. Józef Borecki „Komar” – adiutant komendanta Obwodu AK–DSZ–WiN Tomaszów Lubelski, siedzą przodem od lewej: por. „Norbert”, kpt. Marian Gołębiewski „Irka” – inspektor Inspektoratu AK–DSZ–WiN Zamość, kpt. Stanisław Książek „Rota” oraz Mykoła Wynnyczuk „Kornijczuk”– prowidnyk II okręgu Organizacji Nacjonalistów Ukraińskich, od lewej siedzą tyłem: przedstawiciel Ukraińskiej Głównej Rady Wyzwoleńczej płk Jurij Łopatynski „Szejk”, Serhij Martyniuk „Hrab” oraz „Polakowski”

Zrzeszenie od początku stanowiło dla władz komunistycznych przeszkodę w realizacji planów politycznych ZSRR wobec Polski. To WiN poinformowała Radę Bezpieczeństwa ONZ o fałszerstwach wyborczych, popełnionych podczas referendum ludowego. Ministerstwo Bezpieczeństwa Publicznego we współpracy z NKWD nieustannie próbowało rozbić organizację. Część działaczy liczyła na rychły wybuch III wojny światowej, utrzymując oddziały zbrojne (kilka tysięcy żołnierzy), szczególnie na Lubelszczyźnie i Mazowszu. Wobec oparcia WiN na ogniwach Armii Krajowej (rozwiązanej 19 stycznia 1945) i Delegatury Sił Zbrojnych na Kraj, organizacja została dość łatwo rozpracowana przez MBP.  W 1945 aresztowano pierwszego prezesa WiN, płk. Jana Rzepeckiego, i wszystkich dowódców obszarów, zaś w październiku 1946 schwytano jego następcę, płk. Franciszka Niepokólczyckiego. Kierownictwa kolejnych komend WiN aresztowano co kilka miesięcy – organizacja miała w okresie swojego istnienia 4 prezesów i 2 p.o. prezesa.
Walcząc z komunistycznymi strukturami państwa oddziały leśne (partyzanckie) WiN rozbijały więzienia, atakowały posterunki milicji i członków ORMO, prowadziły walkę zbrojną z oddziałami wojska, KBW i WOP, likwidowały osoby współpracujące z władzą komunistyczną, w tym  starostów, wójtów i sołtysów, a także członków PPR. Jesienią 1945 wobec braku środków finansowych na działalność oddziały WiN prowadziły tzw. akcje dochodowe, które władza „ludowa” wykorzystywała do szerzenia propagandy o bandyckim charakterze organizacji. 
Od wiosny 1948 organizacja była w pełni kontrolowana przez MBP oraz NKWD przy pomocy przewerbowanych oficerów WiN i AK tzw. V Komendy WiN, kryptonim „Muzeum”. Członkowie organizacji nie byli świadomi prowadzonej gry operacyjnej komunistycznych służb. Na czele „V Komendy” stanął niezidentyfikowany oficer AK o pseudonimie „Kos” – faktycznie trzej funkcjonariusze komunistycznych służb. Powołano także sztaby obszaru centralnego kryptonim „Zamek” i okręgu białostockiego WiN kryptonim „Bursa”. W ramach tzw. „Operacji Cezary” MBP oraz NKWD podjęło grę operacyjną z zachodnimi wywiadami – amerykańskim i brytyjskim: przyjmowano przesyłanych z Zachodu drogą lotniczą i morską agentów, pieniądze, sprzęt łączności (17 radiostacji). Na Zachód wysyłano fałszywe informacje oraz emisariuszy, kurierów, a także kandydatów na przeszkolenie wywiadowcze i dywersyjne.
W październiku 1949, Tomasz Gołąb, członek Zrzeszenia Wolność i Niezawisłość, założył antykomunistyczną podziemną organizację Krajowa Armia Podziemna, która do 1952 działała na terenie Prudnika i jego okolic.
Z CIA i SIS utrzymywano m.in. łączność radiową za pomocą przerzuconych do Polski agentów. Wywiady zachodnie liczyły, że WiN, oprócz prowadzenia w Polsce wywiadu wojskowego, posłuży po ewentualnym wybuchu III wojny światowej do dywersji na liniach komunikacyjnych i zniszczy najważniejsze zakłady przemysłowe – był to tzw. Plan „Wulkan”, organizacji przekazano także plan „X” – wytyczne dla podziemia w Polsce na okres poprzedzający wojnę i na czas wojny. Wielu informacji dostarczyły MBP także delegatury zagraniczne WiN za granicą. Dla prowadzenia tej operacji utworzono specjalne komórki w strukturze ministerstwa. Wobec planów CIA przysłania do Polski oficerów amerykańskich na inspekcję WiN oraz przygotowywania masowych zrzutów ludzi i sprzętu, na polecenie NKWD, MBP zdecydowało przerwać grę.
W grudniu 1952 prasa doniosła o rzekomo dobrowolnym zgłoszeniu się do władz Zarządu Głównego Zrzeszenia, publikując tzw. „Oświadczenie Kosa i Wiktora”. Jednocześnie podano, że ujawniający się przywódcy organizacji przekazali aparatowi bezpieczeństwa będące w ich posiadaniu dolary i obszerne archiwum WiN. Była to mistyfikacja, gdyż tzw. V komenda od wiosny 1948 roku znajdowała się pod kontrolą MBP. Funkcjonariusze bezpieki aresztowali ok. 230 osób, a komunistyczne sądy skazały 15 z nich na śmierć, a 55 na długoletnie więzienie. 
Spektakularna likwidacja organizacji wywołała tzw. aferę Bergu – inspirowane przez komunistyczne służby kontrowersje wobec faktu ujawnienia współpracy emigracyjnych stronnictw politycznych skupionych w Radzie Politycznej z zachodnimi służbami specjalnymi: SIS oraz CIA. Jej istotą było prowadzenia wywiadu oraz przygotowań do ewentualnej dywersji w Polsce, w zamian za co otrzymywały one fundusze na działalność. Afera pogłębiła rozłam na emigracji i potępienie współpracy ze strony wielu emigracyjnych polityków (w tym prezydenta Zaleskiego) i byłych oficerów AK i NOW.

## Stowarzyszenie kombatantów WiN

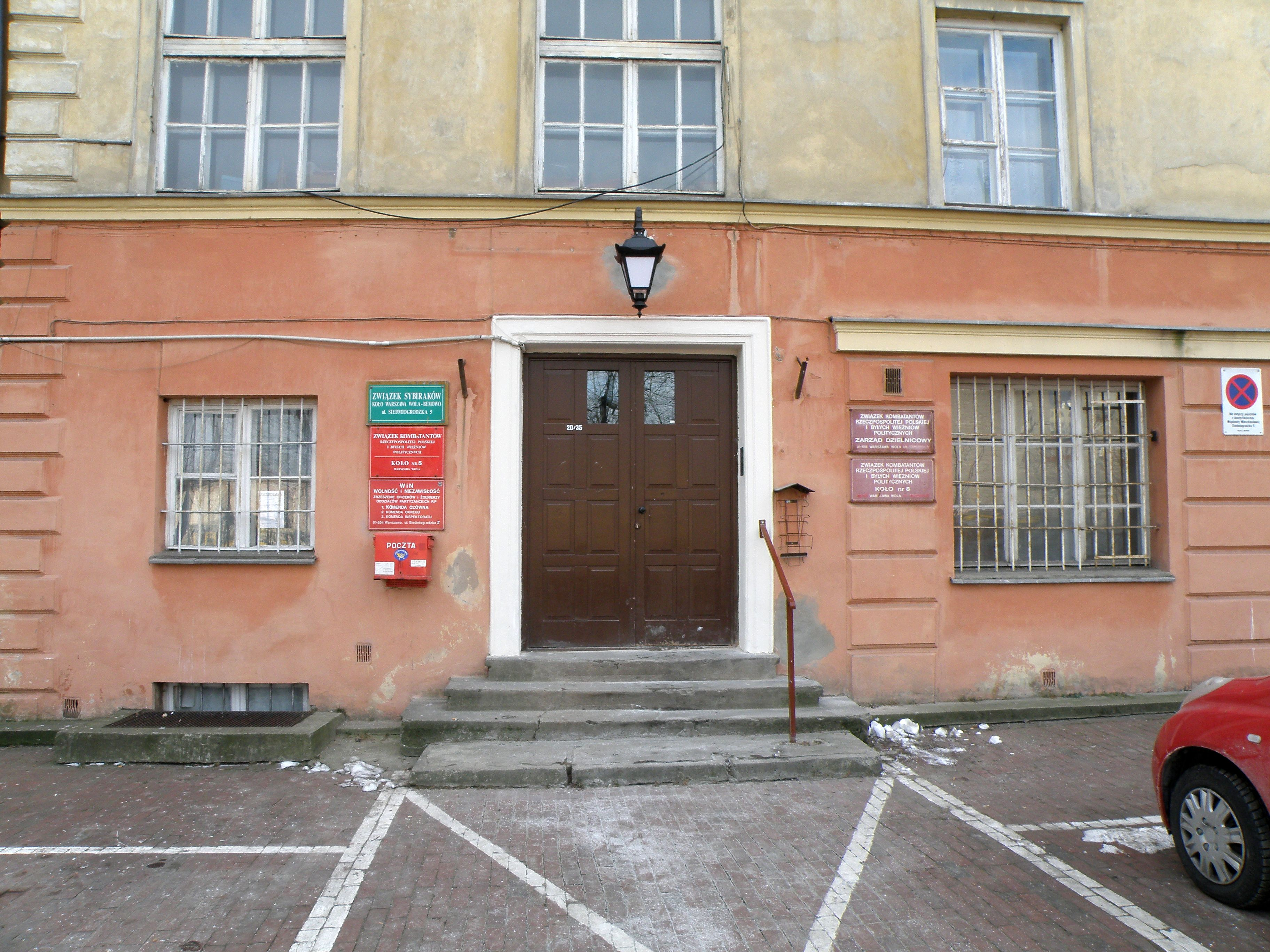
Siedziba zrzeszenia oficerów i żołnierzy WIN w Warszawie

W 1990 powstało Zrzeszenie Wolność i Niezawisłość Stowarzyszenie Społeczno-Kombatanckie. Od 2003 prezesem był Janusz Kurtyka, ponadto tę funkcję sprawowali Filip Musiał, Jerzy Pasierbiak, Zbigniew Młyniec.

## Upamiętnienie

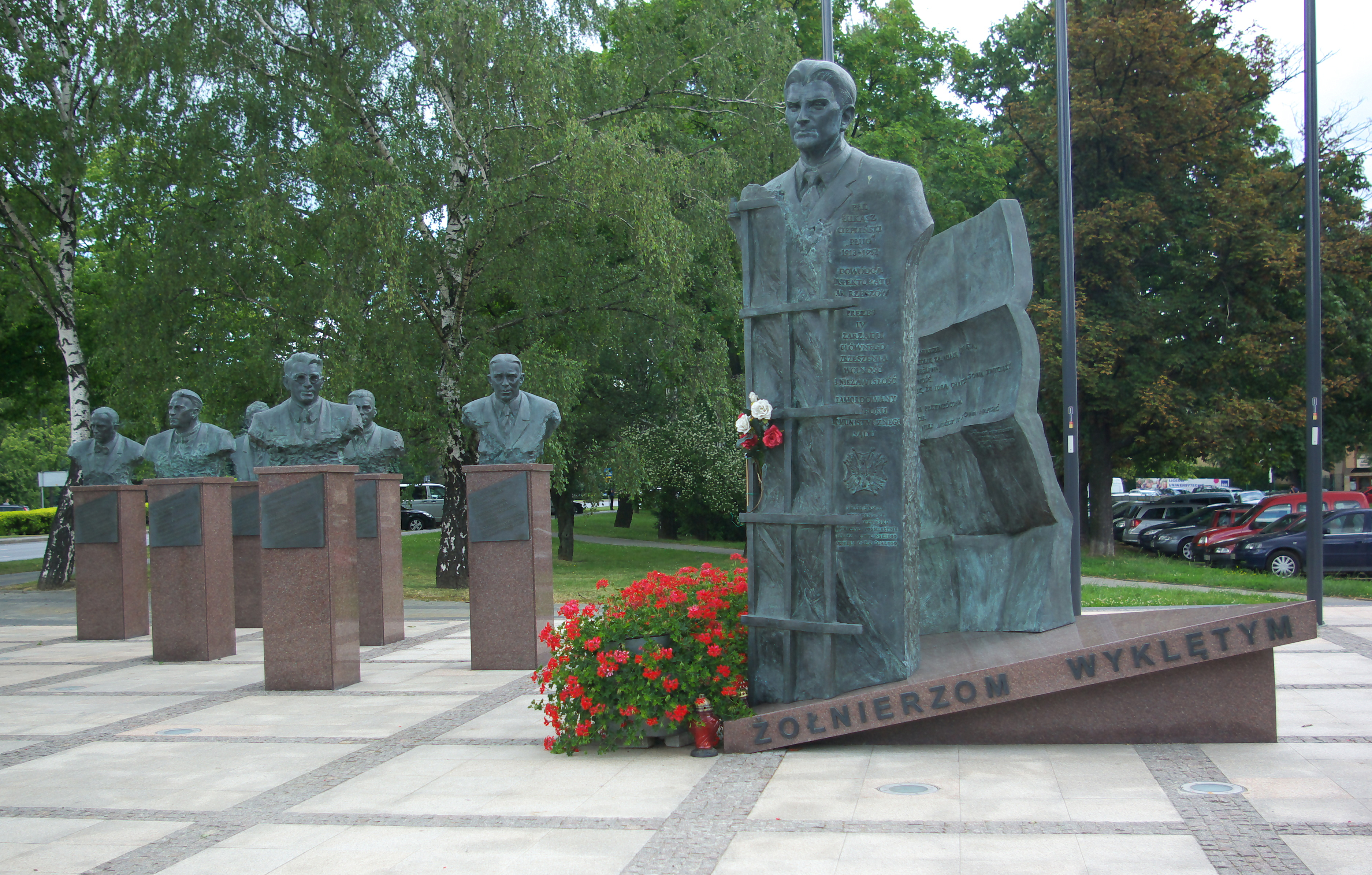
Pomnik Żołnierzy Wyklętych w Rzeszowie

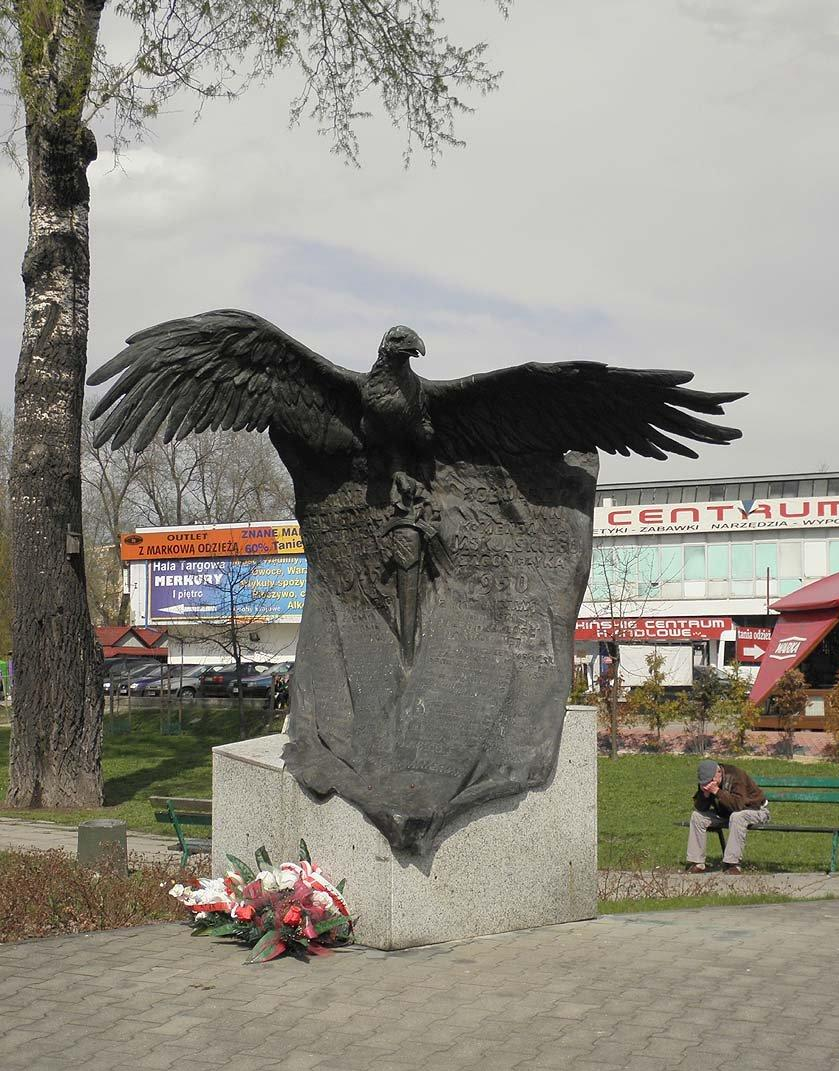
Pomnik pamięci żołnierzy WiN w Radomiu

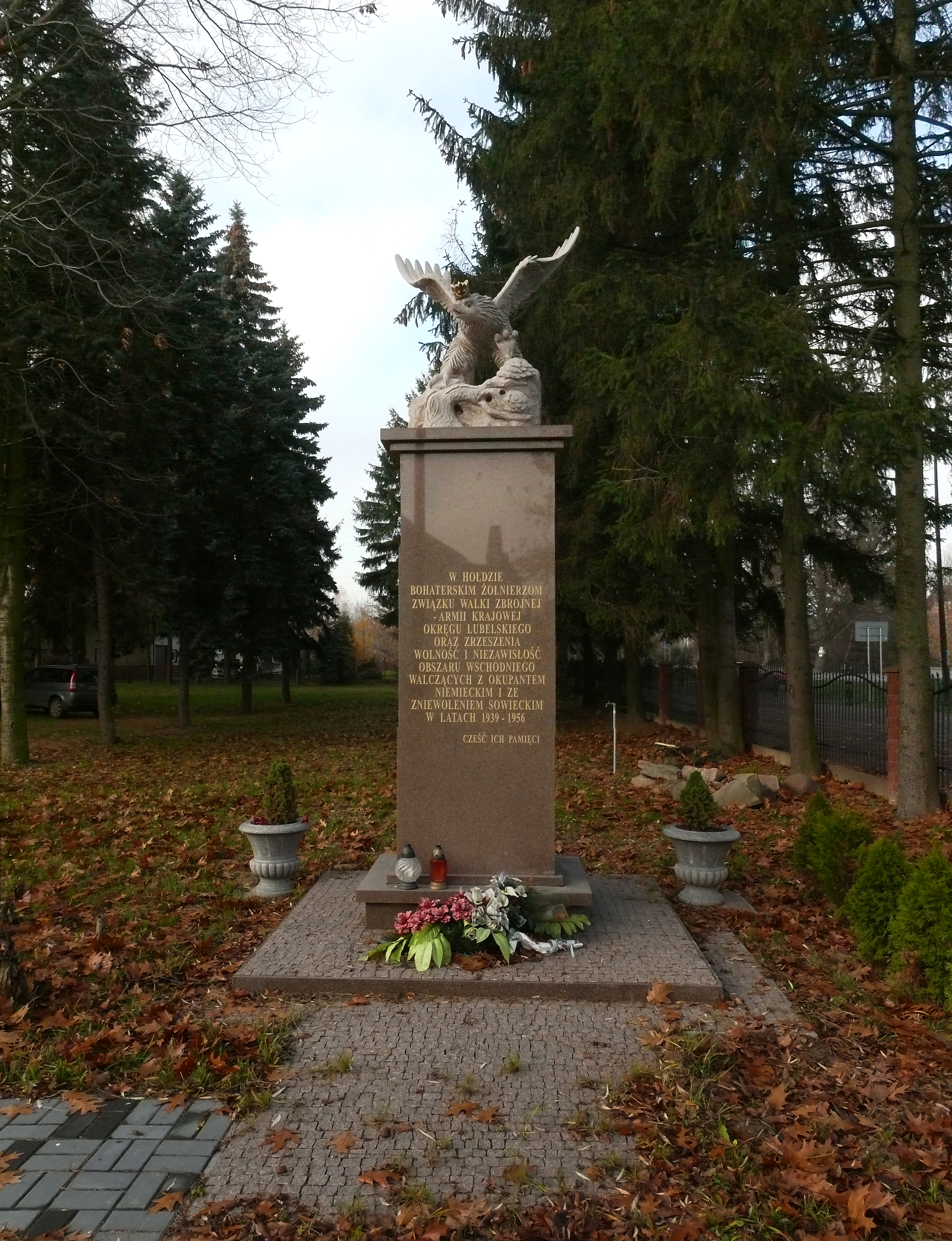
Pomnik upamiętniający żołnierzy ZWZ-AK i WiN w Lublinie

W 1997 powstał film dokumentalny poświęcony Zrzeszeniu Wolność i Niezawisłość (reżyseria: Leszek Baron, scenariusz Leszek Baron i Zbigniew Nadkański), wypowiadał się w nim m.in. Janusz Kurtyka.
W 2014 powstał film dokumentalny pt. Ostatnia nadzieja (reżyseria: Sławomir Górski). Film opowiada o losach garstki niezłomnych, odważnych ludzi, którzy do końca wierzyli w sojusze i międzynarodowe umowy. Producentem wykonawczym były: «Telewizja Polska SA» oraz «Film Open Group».
W 2017 roku powstał film pt. Operacja Cezary (scenariusz i reżyseria: Sławomir Górski). Film poświęcony jest jednej z najgłośniejszych operacji wywiadu PRL i KGB skierowanej przeciwko CIA i MI6. W filmie wypowiedział się m.in. Jerzy Woźniak. (…) To dzieło wybitne, oparte na faktach, powstałe w oparciu o doskonałą znajomość tematu i – co nieczęsto spotykane w twórczości filmowej – dokonane w oparciu o szeroką bazę źródłową – powiedział o filmie prof. Krzysztof Szwagrzyk.
W Radomiu znajduje się Pomnik Żołnierzy Zgrupowania Wolność i Niezawisłość z 2001, w Zduńskiej Woli znajduje się pomnik „Żołnierzy Wyklętych” Zrzeszenia „Wolność i Niezawisłość” z 2013, w Rzeszowie 17 listopada 2013 odsłonięto Pomnik Żołnierzy Wyklętych, honorujący członków Zrzeszenia Wolność i Niezawisłość: płk. Łukasza Cieplińskiego i sześciu członków IV Zarządu Głównego WiN (Adam Lazarowicz, Mieczysław Kawalec, Józef Batory, Franciszek Błażej, Józef Rzepka, Karol Chmiel). Pomnik WiN jest także w Lublinie.
Patronat Zrzeszenia Wolność i Niezawisłość przyjęto do nazw rond drogowych w Suwałkach, Lublinie i Chełmie. Imię Organizacji „Wolność i Niezawisłość” nosi ulica na Bałutach (obszar SIM Marysin Doły) w Łodzi.
Wokalista hip-hopowy Tadek na solowym albumie Niewygodna prawda II. Burza 2014 z 2014 wydał utwór pt. „Wolność i Niezawisłość”, poświęcony Zrzeszeniu WiN.